# Вышегор (посёлок при станции)
Вышего́р — населённый пункт при станции Вышегор в Сафоновском районе Смоленской области России. Входит в состав Вышегорского сельского поселения. Население — 12 жителей (2007 год).

## География
Географическое положение
Расположен в центральной части области в 11 км к западу от города Сафонова, в 1,5 км южнее автодороги М1 «Беларусь» (Минское шоссе).

## История
Возник как пристанционный посёлок при строительстве железной дороги.

## Население
| 2007 |
| ---- |
| 12   |

## Транспорт
В населённом пункте расположена одноимённая железнодорожная платформа линии Вязьма — Духовская, открытая в 1876 году.
В примерно в 1 км к северу расположен аэродром